# Viridichira
Genre
Viridichira est un genre de lépidoptères (papillons) de la famille des Erebidae et de la sous-famille des Lymantriinae.

## Liste des espèces
- Viridichira brevistriata Dall'Asta 1981
- Viridichira longistriata (Hering 1926)
- Viridichira ochrorhabda (Collenette, 1937) — espèce type